# 宮岡礼子
宮岡 礼子（みやおか れいこ、1951年 - ）は、日本の数学者。理学博士。東北大学名誉教授。専門は曲面論、超曲面論、可積分系、特殊幾何学、G‐構造論。夫は同じく数学者の宮岡洋一。
1951年東京都生まれ。1969年東京都立戸山高等学校卒業。1969～1973年東京工業大学理学部数学科入学及び卒業。1975年同大学大学院理工学研究科数学専攻修士課程修了。1983年東京工業大学より理学博士の学位を取得（学位論文：「Complete hypersurfaces in the space form with three principal curvatures(空間形の中の3つの主曲率をもつ完備超曲面の研究)」。
東京工業大学理学部助手、同大学大学院理工学研究科助教授、上智大学理工学部教授、九州大学大学院数理学研究院教授を経て、2007年東北大学大学院理学研究科教授。
「デュパン超曲面および極小曲面に関する研究業績」により2001年日本数学会幾何学賞受賞。